# 鉛筆転がし
鉛筆転がし（えんぴつころがし）とは、試験などにおいて「鉛筆」を使って、運だけで答えを決める方法をいう。
運頼りの方法ではあるが、一部の生徒などには、昔から愛用されている解答方法である。

## 方法
1. 鉛筆の尻側の、6面を削る。
2. 削った箇所に、1～6までの数字を割り振る。
3. その鉛筆を転がして、上に向いた数字を「答え」とする。

## その他の用法
鉄道写真において、まるで転がした鉛筆のように小さく列車が写っている写真のことを俗に「鉛筆転がし」と呼ぶ。